# Gerrit Timmers
Gerrit Timmers (Utrecht, 19 juli 1948) is een Nederlands theatermaker en vormgever. Hij richtte na zijn tekenopleiding aan de Rietveldacademie met onder anderen Jan Joris Lamers, Fred van der Hilst, Mirjam Koen en Edwin de Vries in 1972 het Onafhankelijk Toneel (O.T.) op.
Als acteur, vormgever en organisator was hij betrokken bij alle collectief ontwikkelde voorstellingen. Van 1984 tot de opheffing van het gezelschap in 2012, maakte hij deel uit van de artistieke leiding van O.T. Theater & Opera O.T. Vanaf 1982 speelt live video een belangrijke rol in zijn werk. Vanaf 1988 schreef hij libretto's voor opera en regisseerde hij samen met Mirjam Koen diverse opera's waarbij hij de vormgeving voor zijn rekening neemt. Vanaf 1995 maakte Timmers zes voorstellingen in het Arabisch met acteurs uit Marokko.
Voor het decorontwerp van l' Incoronazione di Poppea ontving hij de Emmy van Leersumprijs voor Theatervormgeving.

## Geregisseerde stukken
- A circular play (met danseres Amy Gale, waarin beeldende kunst, dans en tekst met elkaar verweven werden)
- Salon des independants
- Musée de la civilisation
- On Wings of Art (Theaterfestival 1989)
- Tingeling (K. Michel)
- Vallende Ster (Bernlef)
- Abels Eiland
- Dominiek
- Tuin
- Eternal reader of these pages (Emanuel Puig)
- Alleen (Gabriel Wohman)
- De beschaving - mijn moeder
- mijn moeder
- Waanzee
- Othello (hiervoor ontving Gerrit Timmers de Albert van Dalsumprijs)
- On Wings of Art I
- On Wings of Art II

## Opera's
- Orpheus' Daughter (muziek van Michael Nyman)
- Cosi fan tutte (Mozart)
- l' Incoronazione di Poppea (Claudio Monteverdi)
- The Rake's Progress (Stravinsky)
- Rodelinda (Händel)
- Platée (Rameau, coproductie met de Nationale Reisopera)
- Vreemde melodieën (Chagas Rosa)
- Samson (Händel, i.s.m. De Nederlandse Opera)
- Death of Klinghoffer (John Adams, coproductie met het Nieuwe Luxor Theater en het Rotterdams Philharmonisch Orkest)
- In grosser Sehnsucht (Klas Torstensson)
- Kwasi & Kwame – de zwarte met het witte hart (Jonathan Dove en Arthur Japin, i.s.m. met Domestica Rotterdam)
- Le vin herbé (Frank Martin)
- Die Zauberflöte (Mozart bij de Nationale Reisopera)
- La voix humaine (het Rotterdams Philharmonisch Orkest o.l.v. Yannick Nézet-Séguin met Cora Burggraaf)